# Alfred Barnard Basset
Pour les articles homonymes, voir Basset.
Alfred Barnard Basset est un mathématicien britannique spécialiste de la géométrie algébrique, de l'électrodynamique et de l'hydrodynamique.
En mécanique de fluides il est connu pour la force de Basset décrivant l'histoire d'une particule dans un fluide visqueux, utilisée dans l'équation de Basset–Boussinesq–Oseen.
Il travaille sur les fonctions de Bessel et son nom est un temps donné aux fonctions de Bessel modifiées de seconde espèce.
Il est élu membre de la Royal Society en 1889.

## Ouvrages
- (en) Alfred Barnard Basset, An Elementary Treatise on Hydrodynamics and Sound, Scholar Select, 1888
- (en) Alfred Barnard Basset, A treatise on hydrodynamics, with numerous examples volume II, BiblioLife, LLC (ISBN 978-1-103-69145-6)Tome 1,Deighton, Bell and Co (Cambridge), 1888, Texte disponible en ligne sur LillOnum;   Tome 2, Deighton, Bell and Co (Cambridge), 1888, Texte en ligne disponible sur LillOnum
- (en) Alfred Barnard Basset, An Elementary Treatise on Cubic and Quartic Curves, HardPress Ltd (ISBN 978-1-313-22634-9)
- (en) Alfred Barnard Basset, A Treatise on the Geometry of Surfaces, General Books (ISBN 978-1-152-08333-2)
- (en) Alfred Barnard Basset, A Treatise on Physical Optics, Deighton, Bell and Company, 1892 (lire en ligne)